# Ђелекаре
Ђелекаре (алб. Gjylekar или Gjylekar) је насеље у општини Витина, Косово и Метохија, Република Србија. Насеље је након 1999. године познато и као Скифтерај (алб. Skifteraj или Skifteraji).

## Становништво
| Демографија | Демографија | Демографија |
| Година      | Становника  | Становника  |
| ----------- | ----------- | ----------- |
| 1961.       | 1.565       |             |
| 1971.       | 1.851       |             |
| 1981.       | 2.253       |             |
| 1991.       | 2.747       |             |